# 信仰卫士

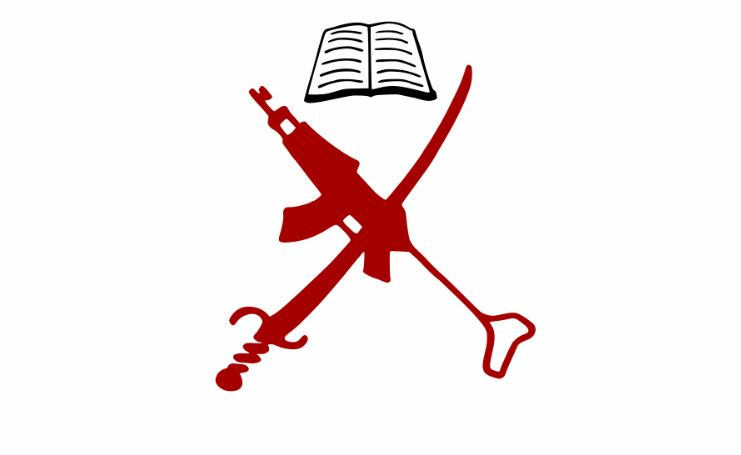

信仰卫士（Ansar Dine）是马里的一个伊斯兰教极端组织。2013年被美国定为外国恐怖组织。这个行动将冻结该组织在美国管辖范围下的所有资产，并且禁止美国人和这个组织进行任何交易。美国国务院说，自从该组织在2011年底成立以来，他们得到了恐怖组织“伊斯兰马格里布蓋達组织”的支持，并且一直和该组织保持密切关系。伊斯兰卫士组织是2012年占领马里北部地区的几个武装组织中的一个。这些武装组织对当地人实施严厉的伊斯兰律法。法国和马里政府军已经收复了北部地区，不过战斗还是不时发生。
該組織參與馬里北部叛亂